# 이나바 마사치카
이나바 마사치카(일본어: 稲葉正親 いなば まさちか[*])는 야마시로 요도번 4대 번주이자, 마사나리계 이나바가 종가 8대 당주이다.

## 생애
겐로쿠 5년 (1692년), 오타와라 하루카와 (오타와라 마사키요의 6남)의 차남으로 오타와라에서 태어났다. 요도번의 초대 번주 이나바 마사토모의 작은아버지에 해당하는 이나바 마사나오의 양사자가 된다. 호에이 7년 (1710년) 4월 19일, 쇼군 도쿠가와 이에노부를 배알하다. 교호 8년 (1723년) 7월 23일, 양부 마사나오의 은거로 가독을 계승하였다. 하타모토 이나바가는 사가미국 카미・시모 아시가라군 내의 신덴 2천석의 소령을 가지고 있었다. 교호 9년 1월 28일, 오츠카이반에 취임한다. 같은 해 6월 25일, 화재 현장 순찰을 명령받는다. 같은 해 12월 28일, 평민(布衣)가 되다. 교호 13년 7월 1일, 코쇼구미반토(小姓組番頭)에 취임한다. 같은 해 12월 21일, 종5위하 엣츄노카미에 취임한다.
교호 15년 (1730년) 3월 27일, 본가인 선대 번주 이나바 마사츠네가 요절했기 때문에, 그의 뒤를 이었기 때문에, 하타모토 이나바가는 절가가 되었다. 같은 해 5월 쇼군 도쿠가와 요시무네를 배알했다. 교호 16년 6월 28일, 소샤반에 취임했다. 교호 19년 6월 6일, 오사카 죠다이에 취임, 종4위하로 승진했다. 같은 해 7월 1일, 오사카로 부임 허가를 받았다. 같은 해 9월 14일, 오사카에서 향년 43세의 나이로 사망했다. 그 뒤는 장남 마사요시가 이었다.
| 전임 이나바 마사쓰네 | 제4대 요도번 번주 1730년 - 1734년 | 후임 이나바 마사요시 |